# Record de France du saut à la perche
Pour un article plus général, voir Records de France d'athlétisme.

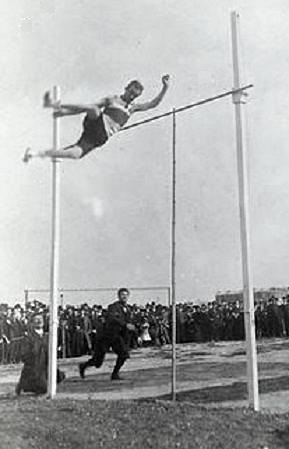
Saut au début du XXe siècle (Fernand Gonder - 1905).

Les records de France du saut à la perche sont actuellement détenus par Renaud Lavillenie avec 6,16 m, établi le 15 février 2014 à Donetsk en Ukraine, et par Ninon Guillon-Romarin et Marie-Julie Bonnin, créditées de 4,75 m respectivement le 20 juillet 2018 à Monaco et le 22 mars 2025. La performance de Lavillenie (à la fois record de France et record du monde) a été établie en salle.

## Record de France masculin
| Hauteur    | Athlète             | Lieu                  | Date               |
| ---------- | ------------------- | --------------------- | ------------------ |
| 2,45 m     | Gustave Duchamps    | Paris, Croix-Catelan  | 21 mai 1893        |
| 2,70 m     | Gustave Duchamps    | Paris, Croix-Catelan  | 22 avril 1894      |
| 2,72 m     | Émile Torcheboeuf   | Paris, Croix-Catelan  | 8 juillet 1894     |
| 2,77 m     | Gustave Duchamps    | Paris, Croix-Catelan  | 15 juillet 1894    |
| 2,83 m     | Émile Torcheboeuf   | Paris, Croix-Catelan  | 27 juillet 1894    |
| 2,87 m     | Émile Torcheboeuf   | Paris, Croix-Catelan  | 9 mai 1895         |
| 2,92 m     | Henri Jugelet       | Paris, Croix-Catelan  | 4 juillet 1897     |
| 2,96 m     | Jean Glucowski      | Arcueil               | 15 mai 1898        |
| 2,985 m    | Émile Gontier       | Paris, Croix-Catelan  | 26 mai 1898        |
| 3,00 m     | Émile Gontier       | Paris, Croix-Catelan  | 10 juillet 1898    |
| 3,05 m     | Édouard Tauzin      | Paris, Croix-Catelan  | 18 mai 1899        |
| 3,16 m     | Édouard Tauzin      | Paris, Croix-Catelan  | 3 mai 1903         |
| 3,25 m     | André Puységur      | Paris, Croix-Catelan  | 28 juin 1903       |
| 3,69 m     | Fernand Gonder      | Paris, Croix-Catelan  | 26 juin 1904       |
| 3,74 m     | Fernand Gonder      | Gradignan             | 4 juin 1905        |
| 3,77 m     | Robert Vintousky    | Colombes              | 20 juin 1926       |
| 3,81 m     | Maurice Vautier     | Roubaix               | 27 juin 1926       |
| 3,82 m     | Robert Vintousky    | Colombes              | 18 septembre 1927  |
| 3,86 m     | Pierre Ramadier     | Paris, Pershing       | 30 juin 1928       |
| 3,90 m     | Robert Vintousky    | Osaka                 | 13 octobre 1928    |
| 3,96 m     | Pierre Ramadier     | Colombes              | 2 juin 1929        |
| 3,99 m     | Pierre Ramadier     | Hanovre               | 31 août 1930       |
| 4,03 m     | Pierre Ramadier     | Paris, Jean-Bouin     | 31 mai 1931        |
| 4,07 m     | Pierre Ramadier     | Paris, Pershing       | 30 août 1931       |
| 4,09 m     | Victor Sillon       | Colombes              | 16 août 1948       |
| 4,11 m     | Georges Breitman    | Londres               | 1er août 1949      |
| 4,15 m     | Victor Sillon       | Athènes               | 9 octobre 1949     |
| 4,18 m     | Victor Sillon       | Paris, Jean-Bouin     | 24 septembre 1950  |
| 4,22 m     | Victor Sillon       | Paris, Jean-Bouin     | 24 septembre 1950  |
| 4,27 m     | Victor Sillon       | Colombes              | 8 juillet 1951     |
| 4,29 m     | Victor Sillon       | Carcassonne           | 14 juillet 1951    |
| 4,30 m     | Victor Sillon       | Colombes              | 12 septembre 1954  |
| 4,30 m     | Victor Sillon       | Bruxelles             | 15 juin 1955       |
| 4,31 m     | Victor Sillon       | Paris, Jean-Bouin     | 8 juillet 1956     |
| 4,36 m     | Victor Sillon       | Poitiers              | 19 août 1956       |
| 4,41 m     | Victor Sillon       | Monaco                | 22 mai 1960        |
| 4,42 m     | Bernard Balastre    | Grenoble              | 14 mai 1961        |
| 4,481 m    | Bernard Balastre    | Fourchambault         | 1er mai 1962       |
| 4,495 m    | Maurice Houvion     | Longwy                | 8 juillet 1962     |
| 4,51 m     | Maurice Houvion     | Zurich                | 10 juillet 1962    |
| 4,57 m     | Maurice Houvion     | Colombes              | 29 juillet 1962    |
| 4,60 m     | Maurice Houvion     | Thonon-les-Bains      | 25 août 1962       |
| 4,64 m     | Maurice Houvion     | Dijon                 | 12 mai 1963        |
| 4,72 m     | Maurice Houvion     | Strasbourg            | 21 juin 1963       |
| 4,87 m     | Maurice Houvion     | Colombes              | 28 juillet 1963    |
| 4,90 m     | Hervé d'Encausse    | Clermont-Ferrand      | 26 juin 1965       |
| 5,00 m     | Hervé d'Encausse    | Paris Charléty        | 8 juin 1966        |
| 5,05 m     | Hervé d'Encausse    | Clermont-Ferrand      | 19 juin 1966       |
| 5,10 m     | Hervé d'Encausse    | Berlin                | 10 1966            |
| 5,20 m     | Hervé d'Encausse    | Antananarivo          | 16 avril 1967      |
| 5,28 m     | Hervé d'Encausse    | Manosque              | 9 septembre 1967   |
| 5,37 m     | Hervé d'Encausse    | Saint-Maur-des-Fossés | 5 juin 1968        |
| 5,40 m     | François Tracanelli | Colombes              | 25 juillet 1970    |
| 5,42 m     | François Tracanelli | Moscou                | 17 août 1973       |
| 5,46 m     | Jean-Michel Bellot  | Colombes              | 22 mai 1976        |
| 5,50 m     | François Tracanelli | Nice                  | 21 août 1977       |
| 5,55 m     | Philippe Houvion    | Colombes              | 12 mai 1979        |
| 5,56 m     | Philippe Houvion    | Colombes              | 20 mai 1979        |
| 5,58 m     | Philippe Houvion    | Paris, Charléty       | 4 juin 1979 1979   |
| 5,60 m     | Philippe Houvion    | Paris, Charléty       | 4 juin 1979        |
| 5,65 m     | Philippe Houvion    | Paris, Charléty       | 4 juin 1979        |
| 5,65 m     | Patrick Abada       | Paris, Charléty       | 4 juin 1979        |
| 5,67 m     | Thierry Vigneron    | Libourne              | 1er mai 1980       |
| 5,75 m     | Thierry Vigneron    | Colombes              | 1er juin 1980      |
| 5,77 m     | Philippe Houvion    | Paris, Charléty       | 17 juillet 1980    |
| 5,80 m     | Thierry Vigneron    | Mâcon                 | 20 juin 1981       |
| 5,82 m     | Pierre Quinon       | Cologne               | 28 août 1983       |
| 5,83 m     | Thierry Vigneron    | Rome                  | 1er septembre 1983 |
| 5,84 m     | Thierry Vigneron    | Rome                  | 31 août 1984       |
| 5,91 m     | Thierry Vigneron    | Rome                  | 31 août 1984       |
| 5,92 m     | Jean Galfione       | Reims                 | 30 juin 1993       |
| 5,93 m     | Jean Galfione       | Annecy                | 25 juillet 1993    |
| 5,94 m     | Jean Galfione       | Dijon                 | 12 juin 1994       |
| 5,97 m     | Jean Galfione       | Athènes               | 17 juin 1998       |
| 5,98 m     | Jean Galfione       | Amiens                | 23 juillet 1999    |
| 6,01 m     | Renaud Lavillenie   | Leiria                | 21 juin 2009       |
| 6,03 m (i) | Renaud Lavillenie   | Paris                 | 5 mars 2011        |
| 6,04 m (i) | Renaud Lavillenie   | Rouen                 | 25 janvier 2014    |
| 6,08 m (i) | Renaud Lavillenie   | Bydgoszcz             | 31 janvier 2014    |
| 6,16 m (i) | Renaud Lavillenie   | Donetsk               | 15 février 2014    |

## Record de France féminin

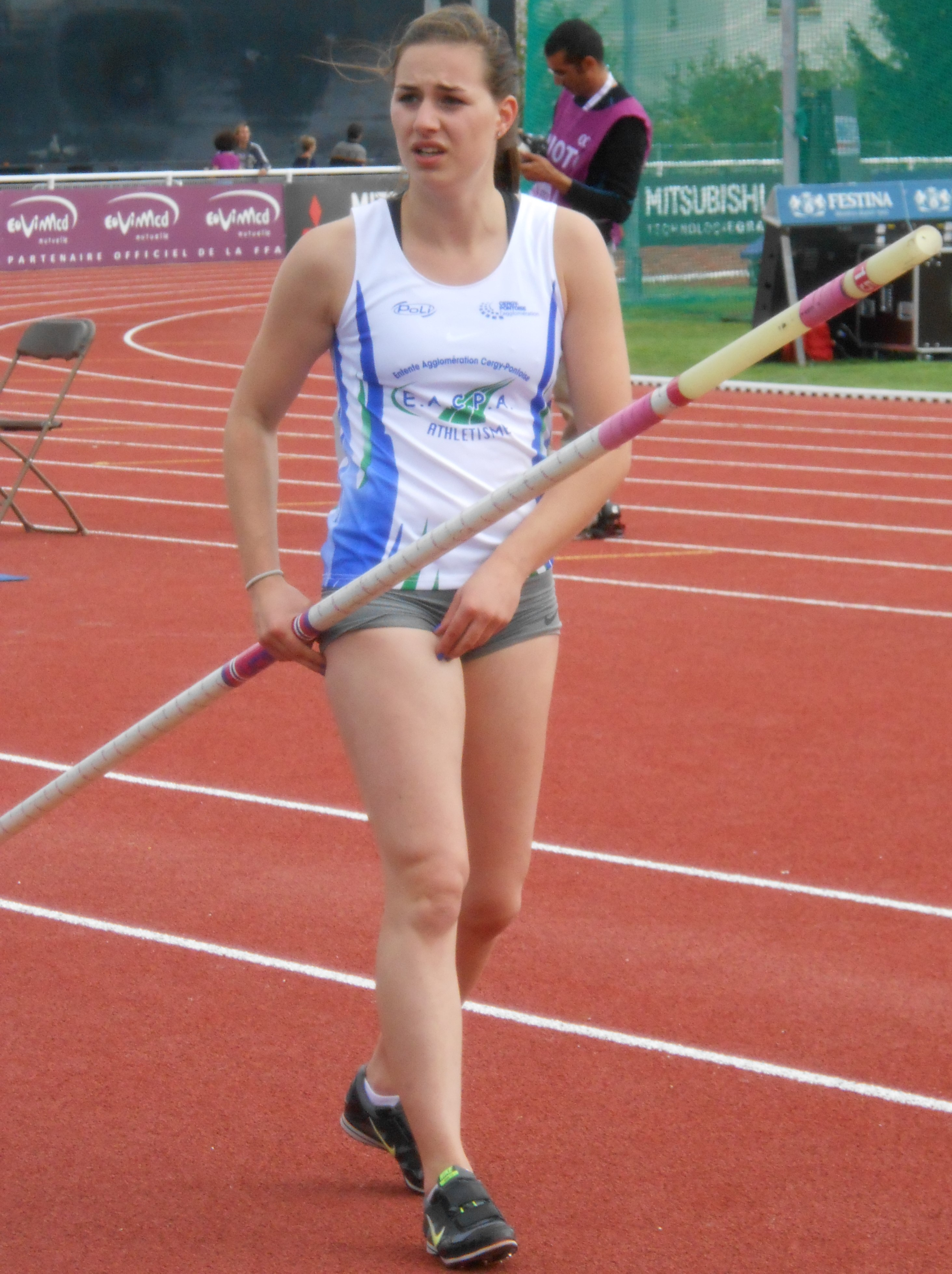
Ninon Guillon-Romarin détient le record de France féminin avec 4.75 m.

| Hauteur    | Athlète               | Lieu              | Date            |
| ---------- | --------------------- | ----------------- | --------------- |
| 3,91 m     | Caroline Ammel        | La Roche-sur-Yon  | 14 juillet 1994 |
| 4,01 m     | Amandine Homo         | Saint-Brieuc      | 1er mai 1996    |
| 4,02 m     | Julie Vigourt         | Chalon-sur-Saône  | 12 mai 1996     |
| 4,05 m     | Amandine Homo         | Miramas           | 29 mai 1996     |
| 4,06 m     | Marie Poissonnier     | Clermont-Ferrand  | 14 mai 1997     |
| 4,10 m     | Marie Poissonnier     | Toulouse          | 1er juin 1997   |
| 4,15 m     | Marie Poissonnier     | Clermont-Ferrand  | 25 juin 1997    |
| 4,16 m     | Caroline Ammel        | Bondoufle         | 4 octobre 1997  |
| 4,21 m     | Caroline Ammel        | Bondoufle         | 4 octobre 1997  |
| 4,22 m     | Caroline Ammel        | Arles             | 24 mai 1998     |
| 4,23 m     | Caroline Ammel        | Paris INSEP       | 10 juin 1998    |
| 4,25 m     | Amandine Homo         | Antony            | 6 mai 1999      |
| 4,26 m     | Marie Poissonnier     | Clermont-Ferrand  | 29 mai 1999     |
| 4,30 m     | Marie Poissonnier     | Paris Charléty    | 19 juin 1999    |
| 4,31 m     | Amandine Homo         | Saint-Denis       | 3 juillet 1999  |
| 4,35 m     | Marie Poissonnier     | Bron              | 7 mai 2000      |
| 4,40 m     | Vanessa Boslak        | Pézenas           | 1er juin 2002   |
| 4,40 m     | Marie Poissonnier     | Dreux             | 14 juin 2002    |
| 4,41 m     | Marie Poissonnier     | Villeneuve-d'Ascq | 16 juin 2002    |
| 4,41 m     | Vanessa Boslak        | Villeneuve-d'Ascq | 16 juin 2002    |
| 4,45 m     | Vanessa Boslak        | Annecy            | 22 juin 2002    |
| 4,46 m     | Marie Poissonnier     | Saint-Étienne     | 13 juillet 2002 |
| 4,46 m     | Vanessa Boslak        | Saint-Étienne     | 13 juillet 2002 |
| 4,50 m     | Vanessa Boslak        | Narbonne          | 26 juillet 2003 |
| 4,50 m (i) | Vanessa Boslak        | Aubière           | 22 février 2004 |
| 4,51 m     | Vanessa Boslak        | Noisy-le-Grand    | 8 juin 2004     |
| 4,55 m     | Vanessa Boslak        | Noisy-le-Grand    | 7 juin 2005     |
| 4,56 m     | Vanessa Boslak        | Villeneuve-d'Ascq | 12 juin 2005    |
| 4,60 m     | Vanessa Boslak        | Angers            | 15 juillet 2005 |
| 4,65 m (i) | Vanessa Boslak        | Moscou            | 11 mars 2006    |
| 4,70 m     | Vanessa Boslak        | Malaga            | 28 juin 2006    |
| 4,70 m     | Vanessa Boslak        | Osaka             | 28 août 2007    |
| 4,70 m (i) | Vanessa Boslak        | Istanbul          | 11 mars 2012    |
| 4,71 m (i) | Marion Fiack          | Aubière           | 10 janvier 2015 |
| 4,71 m (i) | Ninon Guillon-Romarin | Orléans           | 12 janvier 2018 |
| 4,72 m (i) | Ninon Guillon-Romarin | Clermont-Ferrand  | 25 février 2018 |
| 4,73 m     | Ninon Guillon-Romarin | Albi              | 7 juillet 2018  |
| 4,75 m     | Ninon Guillon-Romarin | Monaco            | 20 juillet 2018 |
| 4,75 m (i) | Marie-Julie Bonnin    | Nankin            | 22 mars 2025    |

## Records de France en salle

### Hommes
| Hauteur | Athlète             | Lieu      | Date             |
| ------- | ------------------- | --------- | ---------------- |
| 5,33 m  | François Tracanelli | Vittel    | 17 février 1974  |
| 5,35 m  | Patrick Abada       | Paris     | 18 décembre 1976 |
| 5,35 m  | Jean-Michel Bellot  | Paris     | 18 décembre 1976 |
| 5,40 m  | François Tracanelli | Vittel    | 19 mars 1977     |
| 5,52 m  | Patrick Abada       | Paris     | 3 février 1979   |
| 5,57 m  | Thierry Vigneron    | Paris     | 30 novembre 1979 |
| 5,62 m  | Thierry Vigneron    | Colombes  | 12 janvier 1980  |
| 5,65 m  | Philippe Houvion    | Lyon      | 18 janvier 1981  |
| 5,65 m  | Thierry Vigneron    | Lyon      | 18 janvier 1981  |
| 5,70 m  | Thierry Vigneron    | Lyon      | 18 janvier 1981  |
| 5,73 m  | Thierry Vigneron    | Vittel    | 4 février 1984   |
| 5,75 m  | Pierre Quinon       | Göteborg  | 4 mars 1984      |
| 5,80 m  | Thierry Vigneron    | Göteborg  | 4 mars 1984      |
| 5,85 m  | Thierry Vigneron    | Göteborg  | 4 mars 1984      |
| 5,85 m  | Ferenc Salbert      | Liévin    | 22 février 1987  |
| 5,90 m  | Ferenc Salbert      | Grenoble  | 14 mars 1987     |
| 5,92 m  | Philippe Collet     | Grenoble  | 11 mars 1989     |
| 5,94 m  | Philippe Collet     | Grenoble  | 10 mars 1990     |
| 5,95 m  | Jean Galfione       | Dunkerque | 27 février 1999  |
| 6,00 m  | Jean Galfione       | Maebashi  | 6 mars 1999      |
| 6,03 m  | Renaud Lavillenie   | Paris     | 5 mars 2011      |
| 6,04 m  | Renaud Lavillenie   | Rouen     | 25 janvier 2014  |
| 6,08 m  | Renaud Lavillenie   | Bydgoszcz | 31 janvier 2014  |
| 6,16 m  | Renaud Lavillenie   | Donetsk   | 15 février 2014  |

### Femmes
| Hauteur | Athlète               | Lieu             | Date            |
| ------- | --------------------- | ---------------- | --------------- |
| 4,41 m  | Vanessa Boslak        | [[]]             |                 |
| 4,42 m  | Vanessa Boslak        | [[]]             |                 |
| 4,45 m  | Vanessa Boslak        | [[]]             |                 |
| 4,46 m  | Vanessa Boslak        | [[]]             |                 |
| 4,50 m  | Vanessa Boslak        | [[]]             |                 |
| 4,51 m  | Vanessa Boslak        | [[]]             |                 |
| 4,55 m  | Vanessa Boslak        | [[]]             |                 |
| 4,65 m  | Vanessa Boslak        | [[]]             |                 |
| 4,65 m  | Vanessa Boslak        | [[]]             |                 |
| 4,70 m  | Vanessa Boslak        | [[]]             |                 |
| 4,71 m  | Marion Fiack          | Aubière          | 10 janvier 2015 |
| 4,71 m  | Ninon Guillon-Romarin | Orléans          | 13 janvier 2018 |
| 4,72 m  | Ninon Guillon-Romarin | Clermont-Ferrand | 25 février 2018 |
| 4,75 m  | Marie-Julie Bonnin    | Nankin           | 22 mars 2025    |

## Sources
- DocAthlé2003, Fédération française d'athlétisme, p. 43 et p. 51
- Chronologies des records de France seniors plein air sur cdm.athle.com
- Chronologies des records de France seniors en salle sur cdm.athle.com